# The Best Hits
 The Best Hits è una compilation del cantante spagnolo Enrique Iglesias, pubblicata il 24 novembre 1999 dalla Fonovisa Records.

## Tracce
1. No llores por mí – 4:11 (Enrique Iglesias, Roberto Morales)
2. Enamorado por primera vez – 4:29 (Enrique Iglesias)
3. Si tú te vas – 4:00 (Enrique Iglesias, Roberto Morales)
4. Bailamos – 3:25 (Paul Barry, Mark Taylor)
5. Por amarte – 4:00 (Enrique Iglesias, Roberto Morales)
6. Esperanza – 3:09 (Enrique Iglesias, Chein García-Alonso)
7. Nunca te olvidaré – 4:24 (Enrique Iglesias)
8. Miente – 3:36 (Rafael Pérez Botija)
9. Volveré – 4:37 (Enrique Iglesias, Roberto Morales)
10. Si juras regresar – 4:24 (Rafael Pérez Botija)
11. Al despertar – 4:15 (Enrique Iglesias, Roberto Morales)
12. Cosas del amor – 4:31 (Rafael Pérez Botija)
13. Trapecista – 4:27 (Rafael Pérez Botija)
14. Falta tanto amor – 3:54 (Enrique Iglesias, Roberto Morales)
15. Experiencia religiosa – 5:32 (Chein García Alonso)

## Classifiche
| Classifica (2000) | Posizione massima |
| ----------------- | ----------------- |
| Stati Uniti       | 175               |